# اچ‌ام‌اس متئور (۱۸۰۳)
اچ‌ام‌اس متئور (۱۸۰۳) (به انگلیسی: HMS Meteor (1803)) یک کشتی بود که طول آن ۱۰۳ فوت (۳۱٫۴ متر) بود. این کشتی در سال ۱۸۰۰ ساخته شد.